# فيلكي كابوشاني
فيلكي كابوشاني (بالإنجليزية: Veľké Kapušany)‏ هي بلدة وmunicipality of Slovakia تقع في سلوفاكيا في Michalovce District.[بحاجة لمصدر] يقدر عدد سكانها بـ 9,536 نسمة .